# Tiền Giang (provincie)
Tiền Giang este o provincie în Vietnam. Capitala prefecturii este orașul Mỹ Tho.

## Județ
- Mỹ Tho
- Gò Công
- Cái Bè
- Cai Lậy
- Châu Thành
- Chợ Gạo
- Gò Công Đông
- Gò Công Tây
- Tân Phước
- Tân Phú Đông

1. ↑   (PDF) https://monre.gov.vn/VanBan/Lists/VanBanChiDao/Attachments/3012/b4.6_Signed.pdf Lipsește sau este vid: |title= (ajutor)
2. ↑   https://www.gso.gov.vn/en/px-web/?pxid=E0201&theme=Population%20and%20Employment Lipsește sau este vid: |title= (ajutor)
3. ↑   https://mabuuchinh.vn/ Lipsește sau este vid: |title= (ajutor)
4. ↑   http://postcode.vn/ Lipsește sau este vid: |title= (ajutor)